# 格拉多·佩里尼
格拉尔多·佩里尼 (Gherardo Perini)是意大利文艺复兴大师米开朗基罗的模特和情人。1520 年左右，佩里尼开始为米开朗基罗工作。每当佩里尼离开工作室时，米开朗基罗就心烦意乱，他说：“我求求你今晚不要让我画画，因为佩里尼不在。”在同一页，他画了一个裸体者在花瓶里小便。
米开朗基罗用诗歌和绘画来表达他对佩里尼的痴迷和疯狂，例如十四行诗G.36和G.55。诗中写道“他束缚了我，又在这里释放了我”，“他从我身边偷走了我自己，再也没有回头。” 